# Jrašen (Ararat)
Jrašen (conosciuto anche come Jrashen, in armeno Ջրաշեն?) è un comune dell'Armenia di 1 738 abitanti (2008) della provincia di Ararat, fondata nel 1928.